# 노벨륨
노벨륨(문화어: 노벨리움←영어: nobelium 노빌리엄[*], 독일어: Nobelium 노벨리움[*])은 화학 원소로 기호는 No(←라틴어: nobelium 노벨리움[*]), 원자 번호는 102이다. 노벨륨은 퀴륨을 탄소 이온으로 쪼개서 만들어진 원소이다. 모두가 방사성 동위원소이며, 반감기가 짧아서 화학적인 성질이 잘 알려지지는 않았다.